# Луцій Горацій Пульвілл
Лу́цій Гора́цій Пульві́лл (лат. Lucius Horatius Pulvillus; IV століття до н. е.) — політик і військовий діяч Римської республіки, військовий трибун з консульською владою 386 року до н. е.

## Біографія
Походив з 
386 року до н. е. його було обрано військовим трибуном з консульською владою разом з Квінтом Сервілієм Фіденатом, Марком Фурієм Каміллом, Публієм Валерієм Потітом Публіколою, Луцієм Квінцієм Цинціннатом Капітоліном і Сервієм Корнелієм Малугіненом. Бойові дії проти супротивника з Анці були доручені Марку Фурію Каміллу, а Луцію Горацію було доручено забезпечення армії, яка мала бути розташована в сільській місцевості для захисту міста від етрусків. Потім він брав участь у патрулюванні з римськими військовими загонами.
Про подальшу долю Луція Горація відомостей не збереглося. 